# 하룻밤만 재워줘
《하룻밤만 재워줘》는 2018년 2월 27일부터 2018년 6월 12일까지 방송된 예능 프로그램이다.

## 방송 시간
| 방송 기간                         | 방송 시간                    | 방송 시간                    | 비고           |
| --------------------------------- | ---------------------------- | ---------------------------- | -------------- |
| 2017년 10월 9일                   | 1부                          | 월요일 저녁 5:15 ~ 6:35      | 파일럿 (2부작) |
| 2017년 10월 9일                   | 2부                          | 월요일 저녁 6:35 ~ 7:55      | 파일럿 (2부작) |
| 2018년 2월 27일 ~ 2018년 6월 12일 | 매주 화요일 밤 11:10 ~ 12:30 | 매주 화요일 밤 11:10 ~ 12:30 | 정규 편성      |

## 출연자
고정 출연자
- 이상민
- 김종민

스페인 편
- 이태곤
- 한보름

영국 편
- 조재윤
- 이선빈

베트남 편
- 조재윤
- 박항서

중국 편
- 류현경
- 천러

## 역대 방문지
- 이탈리아: 로마, 라티나, 소렌토
- 스페인: 바르셀로나, 세비야, 헤레스
- 영국: 런던, 옥스퍼드, 윈저, 다쳇, 브라이튼
- 베트남: 하노이
- 중국: 상하이

## 시청률
| 회차   | 방송일          | TNmS 시청률    | AGB 시청률     |
| 회차   | 방송일          | 대한민국(전국) | 대한민국(전국) |
| ------ | --------------- | -------------- | -------------- |
| 파일럿 | 2017년 10월 9일 |                | 5.5%/10.1%     |
| 1      | 2018년 2월 27일 | 4.8%           | 4.8%           |
| 2      | 2018년 3월 6일  | 4.5%           | 4.9%           |
| 3      | 2018년 3월 13일 | 3.3%           | 3.7%           |
| 4      | 2018년 3월 20일 | 2.8%           | 2.8%           |
| 5      | 2018년 3월 27일 | 3.4%           | 3.3%           |
| 6      | 2018년 4월 3일  | 3.1%           | 3.1%           |
| 7      | 2018년 4월 10일 | 2.7%           | 3.5%           |
| 8      | 2018년 4월 17일 | 3.4%           | 3.5%           |
| 9      | 2018년 4월 24일 | 3.9%           | 3.4%           |
| 10     | 2018년 5월 1일  | 3.2%           | 2.9%           |
| 11     | 2018년 5월 8일  | 2.1%           | 2.5%           |
| 12     | 2018년 5월 15일 | 3.2%           | 3.2%           |
| 13     | 2018년 5월 22일 | 3.5%           | 2.9%           |
| 14     | 2018년 5월 29일 | 3.0%           | 2.8%           |
| 15     | 2018년 6월 5일  | 5.3%           | 5.1%           |
| 16     | 2018년 6월 12일 | %              | 5.1%           |

## 논란
제목 그대로 외국에 나가 그곳에 사는 현지인의 집에서 하룻밤을 신세 지는 방송이다. 처음 명절 특선으로 파일럿 방송을 할때부터 민폐 논란에 휩싸였고, 우여곡절 끝에 정규 편성이 되고 나서도 논란은 끊이지 않았다. 게다가 분명히 '단 1%의 사전 섭외도 없다'고 밝혔음에도 불구하고 옥스퍼드 기숙사 취침, 바르셀로나 경기 관람, 유명 배우 부부 만남 등과 같이 여러 가지 우연이 다량으로 겹치며 섭외 논란이 일었다. 지금은 민폐 논란과 더불어 영국 편의 섭외 논란으로 반응이 훨씬 냉담해졌다.